# Bassia villosissima
Bassia villosissima är en amarantväxtart som först beskrevs av August Gustav Heinrich von Bongard och Carl Anton von Meyer, och fick sitt nu gällande namn av Helmut E. Freitag och G. Kadereit. Bassia villosissima ingår i släktet kvastmållor, och familjen amarantväxter. Inga underarter finns listade i Catalogue of Life.